# Övre Kiltjärnen
Övre Kiltjärnen är en sjö i Ånge kommun i Medelpad och ingår i Ljungans huvudavrinningsområde. Sjön har en area på 0,104 kvadratkilometer och ligger 232,1 meter över havet. Sjön avvattnas av vattendraget Kassjöån.

## Delavrinningsområde
Övre Kiltjärnen ingår i det delavrinningsområde (695069-152281) som SMHI kallar för Utloppet av Övre Kiltjärnen. Medelhöjden är 244 meter över havet och ytan är 0,52 kvadratkilometer. Räknas de 13 avrinningsområdena uppströms in blir den ackumulerade arean 84,28 kvadratkilometer. Kassjöån som avvattnar avrinningsområdet har biflödesordning 3, vilket innebär att vattnet flödar genom totalt 3 vattendrag innan det når havet efter 103 kilometer. Avrinningsområdet består mestadels av skog (80 procent). Avrinningsområdet har 0,11 kvadratkilometer vattenytor vilket ger det en sjöprocent på 20,3 procent.